# Neodiaptomus vietnamensis
Neodiaptomus vietnamensis is een eenoogkreeftjessoort uit de familie van de Diaptomidae. De wetenschappelijke naam van de soort is voor het eerst geldig gepubliceerd in 1998 door Dang & Ho.